# 楊榮 (萬曆舉人)
楊榮（16世紀—17世紀），字五甫，號行竹，福建泉州府南安縣人，明朝、南明政治人物。

## 生平
楊榮是萬曆四十六年（1619年）福建鄉試舉人，授江西新城知縣，為政機警聰敏、摘伏如神，在荒年開倉賑濟、躬行郊野，撫恤得如子女一樣；流寇周八在宜黃起兵、屯駐南豐，新城戒嚴，他就每天訓練鄉兵準備，固守城池令賊人不敢入侵，六年內政簡刑清，士民悅服，因事被罷官，離任前在官署門題字：「傲霜六載吏，知我兩門神」人民都擁著他，不願讓他離去，又立碑紀錄其事蹟，由縣人、南京吏部尚書國鼎作記。
之後楊榮陞任建昌知府，南明隆武年間為湖東道副使。

## 引用
1. 1 2  錢海岳《南明史·卷四十八·列傳第二十四》：（隆武）時江西司道之可紀者：……楊榮，字行竹，同安【南安】人。萬曆四十六年舉於鄉，授新城知縣，政簡刑清。以守城功，〖調南城〗，拒妖周八。歷建昌知府、湖東副使。
2. ↑  康熙《南安縣志·卷十一·科目志之二》：萬曆四十六年戊午科解元戴國章……楊榮 字五甫，江西副使
3. ↑  康熙《【江西】新城縣志·卷八·官職志》：楊榮 號行竹，泉州同安【南安】人，由舉人崇禎四年任（知縣） ，才猷警敏、剔弊釐奸、摘伏如神，尊賢好士、勸學興農，歲饑告諭開糴，躬行郊野賑救多方；流寇震鄰，團練鄉兵固守城池，賊不敢至，六年之間政簡刑清，士民悅服，尋以計察去，自題署門曰：「傲霜六載吏，知我兩門神」去之日士民拔轅脫靴，擁莫能前，為篆碑紀績，邑冢宰涂國鼎為之記。
4. ↑  光緒《江西通志·卷一百三十一·宦績錄十》：楊榮，福建同安人，崇禎四年令南城【新城】，善擿奸蠹，歲饑設法振救，躬行郊野撫恤如子女；妖賊周八起宜黃、屯南豐，新城戒嚴，榮日夕練士以備，賊不敢窺，在任六年坐事罷，邑人咸惜之。 據《建昌府志》補